# Blanka Teleki
Blanka Teleki de Szék, född 1806, död 1862, var en ungersk konstnär, författare och adelsdam. 
Född dotter till greve Imre Teleki af Szék-grenen. Hon var målare och även skribent. Hon deltog politiskt genom artiklar i pressen mot Österrike och för upproret 1848, och ansågs ha bidragit till upproret. Österrikiska regeringen dömde henne till 10 års fängelse i Brunn, Olmutz och Kofstein, vilket förstörde hennes hälsa. Hon emigrerade till Paris, där hon dog.